# Fútbol y rumba
Fútbol y rumba è un singolo del rapper e cantante portoricano Anuel AA, pubblicato il 29 maggio 2020 come terzo estratto dell'album in studio Emmanuel. Il brano vede la collaborazione del cantante spagnolo Enrique Iglesias.

## Tracce
1. Fútbol y rumba (feat. Enrique Iglesias) – 3:45